# Aleuroplatus cadabae
Aleuroplatus cadabae is een halfvleugelig insect uit de familie witte vliegen (Aleyrodidae), onderfamilie Aleyrodinae.
De wetenschappelijke naam van deze soort is voor het eerst geldig gepubliceerd door Priesner & Hosny in 1934.